# Katharina Jacquet

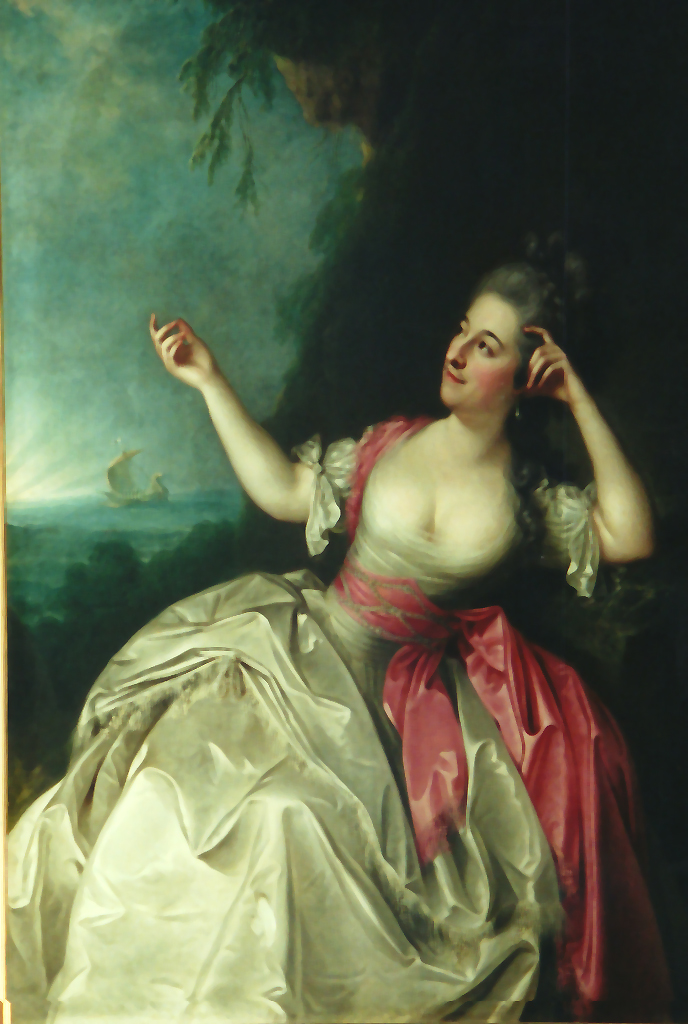
Katharina Jacquet. Målning av Joseph Hickel.

Katharina Jacquet, född 1 mars 1760, död 31 januari 1786, var en österrikisk skådespelerska. Hon var dotter till skådespelaren Karl J. Jacquet.
Hon var aktiv vid kejserliga teatern Burgtheater i Wien 1774–1785 och tillhörde då de mest uppmärksammade aktörerna där. Hon var särskilt uppskattad inom tragedin, ansågs vara ett ideal av den då nya så kallade grekiska aktörsstilen och betraktas som en viktig företrädare för den senare specifika aktörsstilen inom Burgtheatern.